# Fußball-Landesliga Rheinhessen/Nahe 1949/50
Die Fußball-Landesliga Rheinhessen/Nahe 1949/50 war die erste Spielzeit der höchsten Amateur-Spielklasse des 1949 gegründeten Südwestdeutschen Fußballverbandes im Raum Rheinhessen/Nahe. Die Liga war die Nachfolgerin der Landesliga Rheinhessen, deren Einzugsbereich 1949 um den bis dahin fußballtechnisch zum Rheinland gehörigen Raum Birkenfeld / Bad Kreuznach (das „Nahegebiet“) erweitert wurde. 
Die Landesliga war unterhalb der Gruppe Nord der damaligen Oberliga Südwest angesiedelt. Eintracht Bad Kreuznach wurde Meister und stieg in die Oberliga Südwest auf. Die SG 1946 Bretzenheim, Eintracht Mombach und der SV Vesalia 08 Oberwesel stiegen aus der Landesliga ab. Als Aufsteiger wurden der TV 1817 Mainz und der SV Tiefenstein aufgenommen.

## Abschlusstabelle
| Pl. | Verein                          | Sp. | Tore    | Punkte |
| --- | ------------------------------- | --- | ------- | ------ |
| 01. | Eintracht Bad Kreuznach (Rh)    | 28  | 89:26   | 44:12  |
| 02. | 1. FC Idar (Rh)                 | 28  | 106:330 | 43:13  |
| 03. | SpVgg Idar (Rh)                 | 28  | 73:52   | 41:15  |
| 04. | SV Gonsenheim (A)               | 28  | 76:45   | 40:16  |
| 05. | Hassia Bingen                   | 28  | 96:46   | 36:20  |
| 06. | SpVgg Oberstein 08 (Rh)         | 28  | 79:49   | 34:22  |
| 07. | Fontana Finthen                 | 28  | 51:47   | 29:27  |
| 08. | VfR Nierstein (N)               | 28  | 58:62   | 25:31  |
| 09. | 1. FC Sobernheim (Rh)           | 28  | 49:59   | 25:31  |
| 10. | SpVgg Ingelheim (M)             | 28  | 69:82   | 23:33  |
| 11. | Schwarz-Weiß Bad Kreuznach (Rh) | 28  | 45:89   | 21:35  |
| 12. | FSV Oppenheim                   | 28  | 62:87   | 18:38  |
| 13. | SG 1946 Bretzenheim             | 28  | 39:84   | 16:40  |
| 14. | Eintracht Mombach               | 28  | 038:101 | 16:40  |
| 15. | SV Vesalia 08 Oberwesel (N)     | 28  | 28:96   | 09:47  |

(Rh):   Verein spielte 1948/49 in der Landesliga Rheinland